# Dieter Oesterhelt
Dieter Oesterhelt (* 10. November 1940 in München; † 28. November 2022) war ein deutscher Biochemiker.

## Leben
Nachdem er 1959 das Abitur am Theresien-Gymnasium München bestanden hatte, studierte Oesterhelt von 1959 bis 1963 Chemie an der Universität München. Von 1964 bis 1967 folgte seine Dissertation am Institut für Biochemie der Universität München bei Feodor Lynen mit dem Thema Der Multienzymkomplex der Fettsäuresynthetase aus Hefe. Anschließend war er bis 1969 wissenschaftlicher Assistent (post doc) am Max-Planck-Institut für Zellchemie.
Von 1969 bis 1973 wirkte er als Akademischer Rat am Institut für Biochemie der Universität München und arbeitete über Struktur, Funktion und Biosynthese der Purpurmembran von Halobacterium salinarum. 1969/70 absolvierte er einen Forschungsaufenthalt bei dem Elektronenmikroskopiker Walther Stoeckenius an der University of California, San Francisco, wo er die Arbeiten an der Purpurmembran begann.
1973 erfolgte die Habilitation in München, 1975 war er Nachwuchsgruppenleiter am Friedrich-Miescher-Laboratorium in Tübingen und erhielt kurz darauf einen Ruf an die Universität Würzburg.
Von 1976 bis 1979 war er ordentlicher Professor an der Universität Würzburg. Oesterhelt war ab 1980 Wissenschaftliches Mitglied der Max-Planck-Gesellschaft und Direktor am Max-Planck-Institut für Biochemie, Martinsried. Im Jahr 2008 wurde er emeritiert. Seitdem leitete er eine Emeritus-Forschungsgruppe am MPI für Biochemie.
Oesterhelt gelang während seines Aufenthaltes in San Francisco der Nachweis des Rhodopsin-ähnlichen Proteins Bakteriorhodopsin in der Zellmembran von Halobacterium salinarum. Er konnte nachweisen, dass Bakteriorhodopsin den Chromophor Retinal (Vitamin-A-Aldehyd) enthält und dass die physiologische Funktion des Bakteriorhodopsins darin besteht, Protonen aus der Zelle zu pumpen. Der dadurch entstehende Protonengradient kann von der ATP-Synthase zur Produktion von ATP verwendet werden. Damit entdeckte Oesterhelt eine zuvor unbekannte, sehr einfache Art der Photosynthese, die sich von der Photosynthese der Pflanzen unterscheidet. Mitglieder seiner Abteilung  am Max-Planck-Institut für Biochemie erforschten Struktur-Funktion-Beziehungen von Membranproteinen sowie weitere mikrobielle Rhodopsine wie Sensorhodopsine oder die Chloridpumpe Halorhodopsin. Letztere wurde später zu einem molekularen Werkzeug der Optogenetik, eines neuen Forschungsfeldes der Neurobiologie, das derartige molekulare Kanäle und Pumpen nutzt, um die Aktivität von Nervenzellen mittels Licht selektiv zu modifizieren.

## Ehrungen, Auszeichnungen und Mitgliedschaften (Auswahl)
- Mitglied der Deutschen Akademie der Technikwissenschaften (acatech)
- 1983: Liebig-Denkmünze
- 1989: Mitglied der Leopoldina und der Academia Europaea
- 1990: Karl Heinz Beckurts-Preis
- 1991: Otto-Warburg-Medaille
- 1991: Korrespondierendes Mitglied der Nordrhein-Westfälischen Akademie der Wissenschaften und der Künste
- 1993: Gregor-Mendel-Medaille der Deutschen Akademie der Naturforscher Leopoldina
- 1998: Alfried-Krupp-Wissenschaftspreis
- 2000: Werner-von-Siemens-Ring[7]
- 2002: Paul-Karrer-Vorlesung und Medaille
- 2004: Verdienstorden der Bundesrepublik Deutschland (Verdienstkreuz 1. Klasse)
- 2006: Korrespondierendes Mitglied der Österreichischen Akademie der Wissenschaften
- 2011: Wissenschaftspreis: Forschung zwischen Grundlagen und Anwendungen
- 2016: Bayerischer Maximiliansorden für Wissenschaft und Kunst
- 2021: Albert Lasker Award for Basic Medical Research

## Schriften
- Dieter Oesterhelt und Mathias Grote: Leben mit Licht und Farbe – Ein biochemisches Gespräch. GNT-Verlag, Berlin 2022, ISBN 978-3-86225-128-5.